# Soumya Swaminathan (medico)
Soumya Swaminathan Yadav (Madras, 2 maggio 1959) è una pediatra indiana, nota per le sue ricerche sulla tubercolosi e l'HIV.  Dal 2019 al 2022 Capo Scienziata dell'Organizzazione Mondiale della Sanità, in precedenza, da ottobre 2017 a marzo 2019, è stata Vice Direttore Generale dei Programmi (DDP) presso l'Organizzazione Mondiale della Sanità.

## Biografia
Soumya Swaminathan nacque a Chennai, (una volta Madras), in India,  figlia del "Padre della Rivoluzione Verde dell'India", M. S. Swaminathan, e dell'educatrice indiana Mina Swaminathan. Ha due fratelli, Madhura Swaminathan, professore di economia presso l'Indian Statistical Institute di Bangalore, e Nitya Rao, professore di genere e sviluppo presso l'Università dell'East Anglia.
Swaminathan ha ricevuto un M.B.B.S. dall'Armed Forces Medical College di Pune. Ha conseguito un dottorato in pediatria presso l'All India Institute of Medical Sciences di Nuova Delhi. Come parte della sua formazione, dal 1987 al 1989 Swaminathan ha completato una borsa di studio medica post-dottorato in neonatologia e pneumologia pediatrica presso il Children's Hospital di Los Angeles e presso la Keck School of Medicine della USC.

## Carriera
Dal 1989 al 1990, Swaminathan è stata ricercatrice presso il Dipartimento di Malattie Respiratorie Pediatriche dell'Università di Leicester nel Regno Unito. Ha poi lavorato nell'Unità di Medicina Cardiopolmonare, diventando professore clinico associato aggiunto presso il Dipartimento di Salute Pubblica e Medicina di Famiglia della Tufts University School of Medicine in Massachusetts.
Nel 1992, Swaminathan è entrata a far parte dell'Istituto Nazionale per la Ricerca sulla Tubercolosi, dove è stata Coordinatrice delle Malattie Tropicali Neglette. In seguito divenne direttrice dell'Istituto Nazionale per la Ricerca sulla Tubercolosi.
Dal 2009 al 2011, Swaminathan è stata coordinatrice del Programma Speciale UNICEF/UNDP/Banca Mondiale/OMS per la Ricerca e la Formazione sulle Malattie Tropicali a Ginevra. Fino al 2013 è stata direttrice dell'Istituto Nazionale per la Ricerca sulla Tubercolosi (NIRT) di Chennai. Dall'agosto 2015 al novembre 2017, Swaminathan è stato direttrice generale dell'Indian Council of Medical Research (ICMR) e segretaria del Dipartimento di ricerca sanitaria (Ministero della salute e del benessere della famiglia) per il governo indiano.

### Carriera con l'OMS
Da ottobre 2017 a marzo 2019, Swaminathan è stato vicedirettore generale dell'Organizzazione mondiale della sanità. 
Nel marzo 2019, Swaminathan è diventata capo scienziato dell'Organizzazione Mondiale della Sanità, dove ha partecipato in particolare a regolari conferenze stampa due volte alla settimana sulla pandemia di COVID-19.  Ha esortato i paesi a condurre più frequentemente il sequenziamento dell'intero genoma del virus SARS-CoV-2 e a caricare le sequenze nel progetto GISAID.
Nei preparativi per il vertice sulla salute globale ospitato dalla Commissione europea e dal G20 nel maggio 2021, Swaminathan è stato membro del gruppo scientifico di alto livello dell'evento.

## Ricerche
Le aree di interesse di Swaminathan sono la tubercolosi pediatrica e adulta (TB), l'epidemiologia e la patogenesi e il ruolo della nutrizione nella TBC associata all'HIV.
Mentre lavorava presso l'Istituto Nazionale per la Ricerca sulla Tubercolosi a Chennai, Swaminathan ha avviato un gruppo multidisciplinare di scienziati clinici, di laboratorio e comportamentali che studiano vari aspetti della tubercolosi e della tubercolosi/HIV. Swaminathan, insieme ai suoi colleghi, è stata tra i primi ad aumentare l'uso della diagnostica molecolare per la sorveglianza e la cura della tubercolosi, a intraprendere ampi studi sul campo di strategie randomizzate a livello di comunità per fornire il trattamento della tubercolosi alle popolazioni svantaggiate.  Ha fatto parte del TB Zero City Project che ha avuto l'obiettivo di creare "Isole di eliminazione" lavorando con governi locali, istituzioni e associazioni di base.

## Vita privata
Swaminathan è sposata con Ajit Yadav, un chirurgo ortopedico.  La coppia ha una figlia, Shreya Yadav, e un figlio, Akshay Yadav.